# Nova vas, Maribor
Nova vas este o localitate din comuna Maribor, Slovenia, cu o populație de 10,391 locuitori.